# Стефан Драгаш
Стефан Драгаш е син на Якуб и последен известен владетел на Велбъждското деспотство.
Той наследява баща си след смъртта му в началото на ХV век. Още в края на ХIV век той, заедно с баща си, приема исляма и името Юсуф.
Управлява до 1452 г., когато султан Мехмед II ликвидира всички полусамостоятелни владения и централизира империята.